# سارا مارتن
سارا مارتن (بالإنجليزية: Sara Martin)‏ هي موسيقية ومغنية أمريكية، ولدت في 18 يونيو 1884 في لويفيل في الولايات المتحدة، وتوفي بنفس المكان في 24 مايو 1955 بسبب سكتة.

## وصلات خارجية
- سارا مارتن على موقع ميوزك برينز (الإنجليزية)
- سارا مارتن على موقع أول ميوزيك (الإنجليزية)
- سارا مارتن على موقع ديسكوغز (الإنجليزية)
- سارا مارتن على موقع ديسكوغز (الإنجليزية)